# Roxana Cogianu
Roxana Cogianu (Iași, 21 settembre 1986) è una canottiera rumena, vincitrice della medaglia di bronzo nell'otto a Rio de Janeiro 2016.

## Palmarès
- Olimpiadi

Rio de Janeiro 2016: bronzo nell'8.
- Campionati del mondo di canottaggio

Poznań 2009: argento nell'8.
Chungju 2010: bronzo nell'8.
Karapiro 2013: argento nel 2 senza e nell'8.
- Campionati europei di canottaggio

Poznań 2007: argento nel 4 di coppia.
Maratona 2008: bronzo nel 4 di coppia.
Brest 2009: oro nell'8.
Montemor-o-Velho 2010: oro nell'8.
Plovdiv 2011: oro nell'8.
Varese 2012: oro nell'8.
Siviglia 2013: oro nell'8.
Belgrado 2014: oro nell'8.
Poznań 2015: bronzo nell'8.